# Volt egyszer egy zsaru (film, 1972)
Volt egyszer egy zsaru (eredeti címe Il était une fois un flic), 1972-ben bemutatott francia–olasz krimi-vígjáték, Georges Lautner rendezésében, Michel Constantin, Mireille Darc és Michael Lonsdale főszereplésével.

## Cselekmény
Nizzában a vasárnapi miséről távozó Maurice Lopez kábítószer-kereskedőt egy mesterlövész agyonlövi. A halott férfi zsebében a rendőrség egy megírt, de fel nem adott levelet talál, mely Tuniszban élő bátyjának, Louis-nak szól. Maurice ebben hazahívja bátyját, hogy családostul telepedjék le a Côte d’Azurön, munkát is szerzett neki. Campana rendőrfelügyelő, a párizsi kábítószer-nyomozók vezetője, megállapítja, hogy a megölt ember egy országos kábítószer-kereskedelmi hálózatnak dolgozott. Ennek vezetőjét, Manoni urat a rendőrség eddig nem tudta perbe fogni, bizonyíték hiányában.
Campana okkal feltételezi, hogy Maurice a magáéhoz hasonló „munkára” hívta haza bátyját, Louis-t. A felügyelő Tuniszba utazik, az igazi Louis-nak átadja bátyja halálhírét, és óva inti, nehogy Nizzába utazzék, mert Maurice gyilkosai őrá is vadászhatnak. Saját feletteseinek Campana azt javasolja, hogy a temetésen ő maga jelenik meg Louis képében, munkát keresve kapcsolatba léphet Manonival, és beszivároghat az illegális szervezetbe. Ehhez kell egy asszony és egy kilencéves fiúgyerek, akik Louis feleségét és kisfiát játszanák el. A főfelügyelő súlyos kockázatot lát, de végül beleegyezik: Egy rendőrtársát nemrégen kábítószer-kereskedők lelőtték. Özvegye, Christine készséggel elvállalja a veszélyes helyettesítést. Campana felügyelő, Christine-nel és annak Bertrand nevű kisfiával együtt részt vesz Maurice Lopez temetésén, mint „Louis” és „Françoise Lopez”, a gyászoló család. Campana próbál beszélni Manoni úr jelenlévő titkárával, de csak annyit tud meg, hogy Manoni úr ismeretlen helyre távozott, így egyelőre nem tudnak segíteni. A nizzai rendőrök előállítják „Lopezt”, hogy öccsének ügyeiről kérdezzék. A temetésről távozó titkárt az úton egy mesterlövész agyonlövi, a taxival odaérkező Christine-t a rendőrség tanúnak minősíti, így nem hagyhatja el Nizzát. Beköltöznek a Maurice által bérelt lakásba. Az agglegény Campana saját bőrén megtapasztalja a családi együttélés és gyermeknevelés nehézségeit. Közben Rodriguez, a szomszéd, állítólag szintén Tuniszból, lelkesen szaglászik körülöttük.

Amerikai bérgyilkosok akcióban (Disperati, Venantini)

Lucas főfelügyelő, aki Nizzában egyedüliként ismeri Campana valódi megbízását, elmondja, hogy minden jel szerint a Manoni-klán tagjait vadássza le valaki. Megadja neki Maurice barátnőjének, Marianna Halifax amerikai manökennek nizzai lakáscímét. Campana odamegy, de a lányt két elrejtőzött mesterlövész az otthonában agyonlövi. Az autón menekülő gyilkosok megölnek két portugál vendégmunkást is, akik megláthatták őket. Az áldozatok egyikétől Campana még megtudja, hogy két amerikai fickót kell keresnie.
Campana-„Lopez” gondjait szaporítja, hogy a bűnügyi rendőrség állománya elől el kell titkolni valódi személyazonosságát. A portugálok halála ügyében nyomozó nizzai rendőrök előállítják „Lopezt”. A kihallgatást szokás szerint pofonnal kezdik, a kemény öklű Campana lecsapja őket, mint a taxiórát. Az egész ügyosztály rárohan, jól helybenhagyják. Lucas főfelügyelő beavatkozik, és elengedi „Lopezt”, azzal a hivatalos indokkal, hogy a tanú a gyilkosok nyomára vezetheti őket. A vérző orral hazatérő Campanát otthon a vérző orrú Bertrand várja, aki a játszótéren verekedett össze a többi gyerekkel, akik „feketelábúnak” csúfolták, mert „tuniszi”.
„Lopez” elmegy a Manoni-cég irodájába, és öccse levelére hivatkozva állást kérjen. Elmondja, hogy öccsét két amerikai gyilkolta meg, akiket ő meg akar ölni, de ehhez Manoni úr jóváhagyását várja. Ligmann ügyvezető ismét csak türelmét kéri. Hazaérve „Lopez” megtudja, hogy két amerikai kereste, és hamarosan visszatérnek. A nizzai rendőrség nagy erőkkel lesben áll „Lopez” lakásánál, de a két elfogott látogató két amerikai kábítószerügynöknek bizonyul. Ők elmondják, hogy Maurice volt a Franciaországból Amerikába irányuló kábítószer-export felelőse. Egy nagy heroinszállítmányát az amerikai ügynökség felfedezte és titokban kicserélte finomlisztre. Az amerikai kábítószer-maffia a francia partnert gyanúsítja a lopással, és bérgyilkosokat küldött rájuk. Az amerikai és a francia rendőrség kölcsönös bizalmatlansága és titkolózása miatt ez eddig nem derülhetett ki. Most közös műveletben egyeznek meg: Az amerikai ügynökök felkutatják a két bérgyilkost, Lopez pedig kiugrasztja a bokorból Manonit azzal, hogy az elveszett heroin-szállítmány megvan, a Maurice által nekik kibérelt lakás pincéjében. A heroint a nizzai rendőrség le is szállítja „Lopez” lakására, miközben Rodriguez szomszéd megint ott lábatlankodik. A két bérgyilkost felfedezik egy nizzai hotelben. Lucas főfelügyelő és rendőrei körülzárják az épületet, de az amerikaiak tűzriadót idéznek elő, és a zűrzavarban elszöknek. Lucas és Campana úgy ítéli meg, Christine és Bertrand nem maradhatnak a Lopez-lakásban, biztonsági okból egy szállodába költöztetik őket. Christine és Campana közelebb kerülnek egymáshoz, Campana még esti mesét is mond a gyereknek: „Volt egyszer egy zsaru, egy szegény zsaru a kábítószer-csoportból…”
„Lopezt” ismét beviszi a nizzai rendőrség, mert Christine kisfia az utcán üres üvegekre lövöldözött „apja” revolverével. A letartóztatástól ismét Lucas főfelügyelő menti meg. A család megfigyelésére kirendelt két rendőr törleszteni akar „Lopeznek” a múltkori verésért, de a férfi ismét jól elkalapálja őket. Ezután a Manoni-irodába megy. Felajánlja, hogy visszaadja az eltűnt heroinszállítmányt, de csak személyesen Manoninak. Rodriguez, valójában Ligmann kémje, leleplezi Campanát. A felügyelő ekkor felajánlja, hogy a rendőrség megvédelmezi a Manoni-klán embereit az amerikai bérgyilkosoktól, ha önként feladják magukat. Tárgyalás közben a bérgyilkosok Manonival is végeznek, a saját villájában. Ligmann beijed, és feladja a rendőröknek a teljes szervezetet.
Campana hírt kap, hogy Christine-t és Bertrand-t két férfi elvitte a szállodából. Biztosnak látszik, hogy a két bérgyilkos rabolta el őket. Amikor a két amerikait egy étteremben megtalálják, Campana minden biztonsági szabályt megszegve egymaga beront és félholtra veri őket, a „felesége” hollétét tudakolva. A két letartóztatott bérgyilkos egy szót sem ért az egészből. Viszont a nizzai kapitányságon a két buzgó rendőr jelenti, hogy „Lopez felesége és fia” hamis nevet használva bujkált a szállodában, ezért előállították őket. Lucas főfelügyelő belátja, hogy a rendőri szervek intézkedéseit jobban össze kellene hangolnia. Minden tisztázódik, Campanáék boldog családként hazaindulnak Párizsba.

## Szereposztás

A valódi élettárs az ajtóban: Alain Delon kámea-megjelenése (háttal Mireille Darc)

| Szerep                                   | Színész             | Magyar hangja (1. szinkron) |
| ---------------------------------------- | ------------------- | --------------------------- |
| Campana felügyelő („Louis Lopez”)        | Michel Constantin   | Somogyvári Rudolf           |
| Christine („Françoise Lopez”)            | Mireille Darc       | Káldy Nóra                  |
| Bertrand „Lopez”, Christine kisfia       | Hervé Hillien       | Berkes Gábor                |
| Lucas főfelügyelő                        | Michael Lonsdale    | Körmendi János              |
| Rodriguez szomszéd, Manoni kémje         | Robert Castel       | Kertész Péter               |
| Ligmann, Manoni cégvezetője              | Daniel Ivernel      | Gera Zoltán                 |
| Somé felügyelő                           | Robert Dalban       | Egri István                 |
| Felice, amerikai bérgyilkos              | Venantino Venantini | Gelley Kornél               |
| Amerikai bérgyilkos, Felice társa        | Giuliano Disperati  | N/A                         |
| Francia nyomozó 1                        | Henri Guybet        | Szilágyi Tibor              |
| Francia nyomozó 2                        | Jean-Jacques Moreau | Tahi Tóth László            |
| Amerikai kábítószer-rendőr 1             | Charles Southwood   | Szokolay Ottó               |
| Amerikai kábítószer-rendőr 2             | Charly Bertoni      | Konrád Antal                |
| Drogot szállító rendőr                   | Jean Panisse        | N/A                         |
| Marianna Halifax modell, Lopez barátnője | Phyllis Major       | N/A                         |
| Rodriguezt kereső férfi (kámeo-szerep)   | Alain Delon         | Kovács István               |

## Érdekesség
A film 73. percében feltűnik Alain Delon, a való életben Mireille Darc akkori élettársa, egy egészen rövid, pár másodperces kameaszerepben: egy férfi, aki Rodriguez szomszédot keresi Lopezéknél, majd megtudva, hogy eggyel lejjebb lakik, köszön és elmegy. Néhány filmes adatbázis (pl. az IMDb is) Delont a legelső főszereplők között sorolja fel, pedig neve a stáblistákon sem szerepel.

## További információ
- Volt egyszer egy zsaru a PORT.hu-n (magyarul)
- Volt egyszer egy zsaru az Internetes Szinkronadatbázisban (magyarul)
- Volt egyszer egy zsaru az Internet Movie Database-ben (angolul)
- Volt egyszer egy zsaru a Box Office Mojón (angolul)
- Il était une fois un flic (francia nyelven). AlloCiné.fr
- Il était une fois un flic (1972) (angol nyelven). Collections Search British Film Institute (BFI.org.uk). (Hozzáférés: 2023. október 18.)
- Ein toller Bluff / Il était une fois un flic (1971) (német nyelven). Filmdienst.de